# Atheta ganglbaueri
Atheta ganglbaueri är en skalbaggsart som beskrevs av Lars Zakarias Brundin 1948. Atheta ganglbaueri ingår i släktet Atheta, och familjen kortvingar. Arten har ej påträffats i Sverige.